# Anica Mikuš Kos
Anica Mikuš Kos, slovenska psihiatrinja in pediatrinja, * 4. april 1935, Ćuprija, Srbija
Življenje je posvetila duševnemu zdravju otrok, med drugim je bila vodja oddelka za otroško psihiatrijo na ljubljanski Pediatrični kliniki in vodja Svetovalnega centra za otroke, mladostnike in starše Ljubljana. Od upokojitve naprej pa velja za eno vodilnih strokovnjakinj za pomoč otrokom z vojnih območij. Je predsednica Slovenske filantropije.  Njen oče je bil jezikoslovec Radivoj Franciscus Mikuš.

## Odlikovanja in nagrade
- Leta 1999 je prejela častni znak svobode Republike Slovenije z naslednjo utemeljitvijo: »za zaslužno delo na področju zaščite duševnega zdravja otrok«[3].
- Leta 2017 je postala častna meščanka Ljubljane.
- Decembra 2024 je prejela Zlati red za zasluge Republike Slovenije